# Jalmari Kivenheimo
Viktor Jalmar "Jalmari" Kivenheimo (Tuusula, 25 de setembre de 1889 – Mikkeli, 29 d'octubre de 1994) va ser un gimnasta finlandès que va competir a començaments del segle xx.
El 1912 va prendre part en els Jocs Olímpics d'Estocolm, on va guanyar la medalla de plata en el concurs per equips, sistema lliure del programa de gimnàstica. En el moment de la seva mort, amb 105 anys, era el medallista olímpic més vell.